# TN 60
 (mai 2025).
La TN 60 était la première arme thermonucléaire française. D'une puissance d'1 mégatonne, elle entra en service à la mi-1976 en tant qu'ogive nucléaire provisoire pour les missiles balistiques mer-sol M20 (SLBM) des sous-marin nucléaire lanceur d'engins (SNLE). Elle fut la première tête nucléaire française dite « durcie » afin de pouvoir franchir les défenses antimissiles soviétiques situées autour de Moscou.
La TN 60 est remplacée par la TN 61 (en) à partir de 1980.

## Utilisation
La TN 60 fut employée exclusivement sur 16 missiles balistiques M20 embarqués à bord de L'Indomptable, quatrième sous-marin nucléaire lanceur d’engins de la classe Le Redoutable, à partir de la moitié de 1976.
Elle a été expérimentée à deux reprises, les 3 juillet 1970 (Licorne) et 14 août 1971 (Rhéa), avec une puissance d'environ 1 mégatonne, sur l'atoll de Moruroa.
La TN 60 fut en service de 1976 à 1980 (exclusivement sur missile M20 sur SNLE). Elle est remplacée par la TN 61 (en) à partir de 1980.

## Développement
La TN 60 fut la première tête thermonucléaire française développée de manière entièrement nationale, sans assistance étrangère. Elle dérivait de l'architecture des têtes thermonucléaires Canopus et Procyon, sa charge primaire utilisait du plutonium à la place de l'uranium 235 (soit reprenant le premier étage de Procyon au détriment de celui de Canopus), et était renforcée avec un étage thermonucléaire constitué d'un mélange de deutérure de lithium (D-Li6) et de tritium[Information douteuse] afin d’en réduire la masse[réf. souhaitée].
La conception de l'ogive thermonucléaire TN 60 avait des performances presque similaires à celles des premières bombes thermonucléaires W-28 et MK-28 des États-Unis.